# Садиба Рудзських
Садиба Рудзських — пам'ятка культурної спадщини Вінницької області. Занесена до переліку пам'яток архітектури та містобудування місцевого значення під охоронним номером 34-М.

## Історія
Садиба закладена на початку XIX ст. у стилі класицизму. Її збудував маршалек шляхти Микола Красовський. У 1822 році садиба перейшла у спадок його сину Генріху Леонцушеву, а потім — його брату Франциску Серафиму Красовському. Останньою володаркою палацу була його дочка Марія Владиславова Вежик-Рудзька.
Будівля палацу розташована на природному схилі, два поверхи виходять у сторону парку. Головний фасад одноповерховий, перед ним була влаштована підсипка, вирівняний майданчик. Навпроти палацу зростають два вікових дерева сибірської модрини, висаджені у час закладання палацу.
В центрі будівлі розташовується портик на чотири колони на невисокому стилобаті з кам'яними сходами. Парадний вхід прикрашений напівкруглим сандриком, над яким знаходиться фігура богині Фортуни, що мчиться з рогом достатку на колесі — символ мінливості щастя. Планування палацу симетричне, анфіладне, на кожному поверсі знаходиться 10 кімнат. Також палац має характерні для класицизму італійські вікна, напівкруглі сходи у заокругленій стіні. Збереглися розетки на стелях, виконані у різних стилях: рослинні теми, псевдоготика.
З господарських будівель зберігся невеликий кам'яний сарай, декорований колонадою тосканського ордена, а також стайня (значно розбудована), а також криниця.
Палац розташований у парку пейзажного стилю, який займає невелике підвищення між струмків і на сьогодні перебуває в занедбаному стані як і будівля палацу.
У радянські часи у приміщенні палацу розташовувались школа, бібліотека, клуб. З початку 2000-х років. будівля не використовувалась, а у 2007 р. сталася пожежа, яка знищила дах і верхнє перекриття.